# 迪克·伊夫
迪克·伊夫（英語：Dick Eve，1901年3月19日—1970年3月13日），澳大利亚男子跳水运动员。他曾代表澳大利亚参加1924年夏季奥林匹克运动会跳水比赛，获得一枚金牌。他于1970年去世，享年68岁。